# V Live
V Live (a volte V App) è un servizio di live streaming video sudcoreano che consente alle celebrità di tale Paese di trasmettere video in diretta su Internet e chattare con i fan di tutto il mondo. Lo streaming è disponibile online o su dispositivi mobili Android e iOS. La piattaforma è stata lanciata alla fine di agosto del 2015 da Naver Corporation, e acquisita a marzo 2022 da Hybe, che la chiuderà il 31 dicembre 2022 completandone l'integrazione con Weverse.

## Storia
Nel 2007, Naver Corporation ha lanciato il suo canale di piattaforma video, ma la disponibilità era fortemente limitata e non disponibile in molti Paesi.
All'inizio dell'agosto del 2015, Naver Corporation ha distribuito l'app di streaming live, V Live. L'applicazione era originariamente disponibile solo su Google Play Store per Android, ma successivamente è stata lanciata anche nei dispositivi Apple. L'app ha lo scopo di raggiungere basi di fan internazionali, in particolare quelli del Giappone, Cina, Taiwan, Thailandia e Vietnam. Pertanto, non c'erano restrizioni regionali e il sito Web aveva una varietà di opzioni linguistiche, come inglese, cinese e giapponese. 
Secondo Sensor Tower, l'applicazione aveva 200.000 download e ha guadagnato $600.000 nell'agosto 2017; entro maggio 2018, l'app V Live ha registrato oltre 1 milione di download su Google Play Store e App Store.

## Servizi
V Live ha oltre 700 canali associati a star del K-pop e attori. Può trasmettere programmi che vanno da sessioni di chat dal vivo con fan, spettacoli, reality e show di premiazione.
V Live consente ai fan di interagire facilmente con l’applicazione. Gli utenti vengono avvisati quando un canale che seguono avvia una live o carica nuovi contenuti. Gli utenti possono anche commentare o inviare cuori sui video, che l'idol o gli idol possono anche vedere in tempo reale. Ogni interazione contribuisce al "chemi-beat" dell'utente. Gli utenti possono aumentare il loro chemi-beat interagendo regolarmente con un canale, attivando le notifiche push e condividendo video. Avere un chemi-beat elevato aumenta le possibilità dell'utente di vincere un evento ospitato da un idol.

### V Live+ (Plus)
V Live+ si riferisce a tipi di contenuti a pagamento che offrono contenuti inediti, scaricabili e adatti ai fan. I contenuti V Live+ possono essere acquistati con monete V, che ammontano approssimativamente a 50 per US $1, o riscattati utilizzando un codice presentato con un acquisto esterno, come un album.

### CH+ (Channel+)
Alcuni idol offrono anche CH+, un canale premium a cui è possibile accedere solo con un abbonamento. I canali CH+ possono essere acquistati con monete V su una base di 30 giorni, 3 mesi, 6 mesi o annuale. I canali CH+ differiscono dai canali normali in quanto forniscono trasmissioni nascoste, video e post.
I reality show trasmessi esclusivamente su V Live CH+ includono Real GOT7 e BTS: Bon Voyage. Dietro le quinte dei drama solo per VLive si possono vedere anche nel canale CH+. Ad esempio: Welcome to Heal Inn e We See Winter, delle Fromis 9.

### Stickers
Gli adesivi sono elementi di immagine che possono essere utilizzati in V Live chat. Alcuni pacchetti di adesivi sono limitati a determinati canali e possono essere utilizzati solo nelle chat di questi canali. Gli adesivi possono essere acquistati nello store usando le monete V. La maggior parte dei pacchetti di adesivi sono gratuiti o 100 monete (US $1,99).

### V Lightstick
V Lightstick è un oggetto digitale che funge da speciale icona a “cuore”. Il V Lightstick fornisce all'utente il doppio dei "cuori" quando viene toccato, uno speciale effetto sullo schermo quando vengono colpite le pietre miliari del cuore e un oggetto interattivo tridimensionale che rappresenta la 
lightstick. I pass per 1 giorno e 30 giorni sono disponibili per l'acquisto nello STORE rispettivamente per 50 monete e 150 monete. V Lightstick attualmente può essere utilizzato solo sull'app mobile.
V Lightstick è stato presentato il 7 dicembre 2018 ed era inizialmente disponibile solo per Got7, BTS, Monsta X, NU'EST W e Twice. Il 27 dicembre 2018 V Live ha annunciato l'espansione di V Lightstick per includere Blackpink, Ikon, Seventeen, Winner e Cosmic Girls.

### V Fansubs
V Fansubs si riferisce al servizio di sottotitoli che consente agli utenti di inviare le proprie traduzioni di sottotitoli in lingua straniera per i video di V Live. Questi sottotitoli vengono esaminati da un team di V Fansubs prima di essere caricati su V Live. Questa caratteristica dei sottotitoli è stata un aspetto significativo della crescita di V Live, attirando una vasta base di fan internazionali al di fuori della Corea del Sud.

### Chemi-beat
Chemi-beat si riferisce al livello di "chimica e beat" che un utente ha con un determinato canale. Ciò corrisponde alla quantità di interazione che un utente ha con un determinato canale. Esistono sette livelli di Chemi-beat che un utente può ottenere. Inoltre, tutti gli utenti di ciascun canale sono classificati in base al loro Chemi-beat. 
Questi ranghi vengono aggiornati quotidianamente e gli utenti TOP 100 vengono visualizzati nella home page di ciascun canale.
Sebbene attualmente non vi siano ulteriori vantaggi basati su Chemi-beat, V Live ha dichiarato di avere in programma di fornire ulteriori vantaggi in futuro.

## Premiazioni
La piattaforma detiene premi annuali, colloquialmente chiamati V Live Award, per onorare le persone e i contenuti più popolari sul sito web. I premi principali, Global Top 10 e Rookie Top 5, sono assegnati ai primi dieci canali V Live più popolari, quest'ultimo in particolare per i nuovi artisti. I quindici canali tengono una trasmissione individuale dove ricevono il premio. Ulteriori premi sulla popolarità vengono selezionati tramite votazione online.

## Influenza sulla Hallyu
V Live è un mezzo in cui le celebrità coreane possono raggiungere un pubblico globale e ha permesso ai fan coreani di interagire con i loro idol preferiti. Esiste una community online su V Live per i fan traduttori che creano sottotitoli stranieri in modo che più persone possano apprezzare i contenuti in tutto il mondo. Il processo di sottotitolazione è reso user-friendly in modo che i fan non abbiano bisogno di competenze tecniche specifiche. Concorsi ed eventi si svolgono per incoraggiare il fan-subbing. Ad esempio, i traduttori di fan in passato hanno vinto monete V e videochiamate con i loro idol preferiti. A causa dei traduttori dei fan, alcuni video hanno fino a 17 opzioni di sottotitoli.
Secondo Alexa Internet, solo il 18% degli utenti proviene dalla Corea del Sud, mentre il 9,4% proviene dalla Cina, l'8,5% proviene dagli Stati Uniti, il 5,9% proviene dall'Indonesia e il 5,7% dalla Thailandia. Il ranking globale Alexa di V Live è 918 a maggio 2018, il che mostra un aumento positivo.
V Live ha collaborato con la RBW Entertainment Vietnam per produrre molti spettacoli con sede in Vietnam. Inoltre, V Live ha lanciato speciali mini-concerti chiamati "V Heartbeat" per collegare insieme K-pop e V-pop star. Al primo spettacolo di apertura hanno invitato i Winner ad esibirsi in Vietnam.